# Bunuri mobile din domeniul carte veche și manuscris clasate în patrimoniul cultural național al României aflate în județul Covasna
Acestă listă conține bunurile mobile din domeniul carte veche și manuscris clasate în Patrimoniul cultural național al României aflate la momentul clasării în județul Covasna.

## Tezaur
| Foto | Informații generale | Detalii tehnice                                            | Descriere | Deținător                                 | Legături |
| ---- | ------------------- | ---------------------------------------------------------- | --------- | ----------------------------------------- | -------- |
|      | Codicele Apor       | Datare: Aprox. 1500 Dimensiuni: L = 208 cm; l = 140 cm; 8o |           | Muzeul Național Secuiesc, Sfântu Gheorghe | Cimec    |

## Fond
| Foto | Informații generale | Detalii tehnice | Descriere | Deținător                                 | Legături |
| ---- | --- | --- | --- | ----------------------------------------- | -------- |
|      | Ioannis Stobaei Sententiae ex Thesauris Graecorum | Datare: 1545 Școală: Ioannes Loëus; S. D. P. Dimensiuni: 8° (16 x 10,5 cm) Material: hârtie                                  | Ioannis Sto- // babei sententiae ex the- // sauris Graecorum delctae, quarum autores // circiter ducentos & quinquaginta citat, & // in sermones siue locos communes dige- // stae, nunc primum a Contado Ge- // snero Doctore Medico, Tigu- // rino, in Latinum sermonem traductae. Adiecta svnt et alia // quaedam, vt sequente pagina indicatur. Svbnexi avnt etiam in- // dices copiosissimi: primus autorum, qui in // kis collectaneis allegantur: alter // rerum & sententiarum. Exvdebat antverpiae // Ioanes Loëus Anno M. // D. XLV. Cum Gratia & Privilegio Caesareae Maiestatis // ad triennium | Muzeul Național Secuiesc, Sfântu Gheorghe | Cimec    |
|      | Continens Historias Poeticas, fabulas, insulas, regiones, urbes, fluvios, montesque insigniores, atque huiusmodi alia, omnibus adolescentibus in poesi versantibus oppidoquam necessarius Autor: Torrentinus, Hermannus | Datare: 1532 Școală: Thomas Wolff Dimensiuni: 8° (14,5 x 9,5 cm) Material: hârtie                                            | Elucida- // rivs poeticvs conti // nens historias poeticas, // fabulas, insulas, regiones, urbes, flu- // uios, motesque insigniores, atque // huiusmodi alia, omnibus // adolescetibus in po // esi uersantibus // oppidoquam ne // cessari - // us. Collectore Hermanno // Torrentino. BASILEAE apud Tho - // mam Volfium, AN. M. D. XXXII. // Mense Augusto | Muzeul Național Secuiesc, Sfântu Gheorghe | Cimec    |
|      | Institutio Totius Christianae Religionis Autor: Caluinus, Ioannes | Datare: 1550 Școală: Ioannes Gerardus Dimensiuni: 4° (24,5 x 16 cm) Material: hârtie                                         | IInstitutio Totius Christianae // Religionis, nunc ex postrema av // thoris recognitione, quibusdam // locis avctior, infinitis vero ca- // stigatior Ioanne Caluino authore. additi svnt indices dvo locvpletissimi. // vnvs rervminsignivm: alter vero loco- //rvm omnium... sigvla operis hvivs capita, (in hoc me- // moriae tuae consultum... catechismvm praeterea institvtionis // huius veluti epitomen ... huic operi annectere // nobis visum est. Genevae, // ex officina Ioannis Gerardi // typographi, // 1550 | Muzeul Național Secuiesc, Sfântu Gheorghe | Cimec    |
|      | Initia Doctrinae Physicae Autor: Philip. Melanth | Datare: 1550 Școală: Christian Egenolff der Ä Dimensiuni: 8° (15,3 x 10 cm) Material: hârtie                                 | Initia // doctrinae // physicae, dictata in // Academia Vuiteber- // gensi. // Philip. Melanth. Cum Indice, et Annotationibus | Muzeul Național Secuiesc, Sfântu Gheorghe | Cimec    |
|      | Cl. Galeni De simplicium medicamentorum facultatibus libri undecim Autor: Claudius Galenus | Datare: 1547 Școală: Iacobus Gazellus; Guillaume Gazeau Dimensiuni: 16° (11,5 x 7,5 cm) Material: hârtie                     | Cl. Galenii de // simplicvm medica- // mentorum facvl- // tatibvs libri // vindecim, Theodorico Gerardo Gaudano // interprete, Ad exemplar Venetum ab Augusti- // no Ricco medico Lucensi recogni- // tum diligenter emendati. PARISIIS apud Iacobum Gazellum sub scuto Colo- // niensi in uia Iacobea, & ad collegium // Camerancense sub Inuidiae typo. 1547 | Muzeul Național Secuiesc, Sfântu Gheorghe | Cimec    |
|      | Nova methodus Autor: Erasmus, Sarcerius | Datare: 1546 Școală: Michael Isengrin Dimensiuni: 8° (15,8 x 10,5 cm) Material: hârtie                                       | Noua methodus // in praecipvos scriptvrae // divinae locos, antea ea fide // & illo ordine, nec edita, nec uisa: qua- // re is tandem credat se integru habe- // re Methodi Sarcerianae exemplar, // qui postremam hanc editione // sibi comparauerit. // avtore Erasmo Sarcerio // Annaemontano. Locos comunes, quo toto hoc opere tractandos suscepit // autor, in Indicem redactos, sub finem libri reperies. // Basileae, 1546 | Muzeul Național Secuiesc, Sfântu Gheorghe | Cimec    |
|      | Tomus sextus omnium operum reverendi domini Martini Lutheri, doctoris Theologiae Autor: Luther, Martin | Datare: 1561 Școală: [Philipp Melanchthon]; Laurentius Schuenck Dimensiuni: fol. (31,9 x 20,4 cm) Material: hârtie           | Tomvs // sextvs omnivm ope- // rvm reverendi domini // Martini Lutheri, doctoris Theologiae, // continens enarrationes in primum li- // brum mose, fontem librorum prophe- // ticorum & apostolicorum, plenas // salutaris & christianae // eruditionis. lvcae xvi. // Habent Mosen & prophetas, au- // diant illos. vvitebergae excv- // debat lavretivs // schuenck. 1561 | Muzeul Național Secuiesc, Sfântu Gheorghe | Cimec    |
|      | Enchiridion titulorum aliquot iuris | Datare: 1554 Școală: Ioannes Franciscus Gabiano; Jacobus Faure; Jacques Faure Dimensiuni: 16° (12 x 7,5 cm) Material: hârtie | Enchiri- // dion titulo- // rum aliquot // iuris, vide- // licet, De verborum & rerum significatione, ex Pandectis. // De regukis iuris, tum ex Pandectis, // tum ex Decretalibus, & Sexto. // De gradibus Saffinitatis, ex Pan- // dectis. Ad haecC // rubricae omnes Caesarei // & Pontificii Iuris. Lugdvini, // Apud Ioan Franciscum de Gabiano // M. D. LIII | Muzeul Național Secuiesc, Sfântu Gheorghe | Cimec    |
|      | Synonima copia graecorum verborum omnium...Matino Rulando Autor: Rulando, Martino | Datare: 1563 Școală: Philippus Ulhardus; Augustae Vindelicorum Dimensiuni: 8° (14,3 x 9,4 cm) Material: hârtie               | Synonima. // Copia // Graecorum // verborum omnium // absolussima: antehac nusq terraru // uisa: pro Graece loqui & scribere // perquam facile, bene, ac copiose // uolentibus summo la- // bore collecta. Autore // Martino Rulando // Frigiensi. // Cum gratia & Priuilegio. // Anno 1563 | Muzeul Național Secuiesc, Sfântu Gheorghe | Cimec    |
|      | D. Aurelii Augustini Hipponensis Episcopi, De civitate Dei Libri XXII Autor: Aurelii, Augustini | Datare: 1570 Școală: Per Ambrosium et Aurelium Frobenios Fratres Dimensiuni: fol. (34,4 x 22,8 cm) Material: hârtie          | D. Aur. // Augustinis Epi- // scopi, De civitate // Dei Libri XXII ad prisacae ueneran- // daeq uetustatis exemplaria iam iterum // post uirum undequaque doctissimum // Ioannem Lodovicum vivem // summo studio collati, ac eiusdem // Commentariis eruditissimis // illustrati. Accessit INDEX multo quam ante // fuerat faecundior. Quid hac Editione prestitum sit, Lector ex Prae- // fatione sequenti cognioscet. Basileae, per Ambrosium & // Aurelium Frobenios, fraters, Anno M.D.LXX | Muzeul Național Secuiesc, Sfântu Gheorghe | Cimec    |
|      | L. Aennaei Senecae et aliorum tragoediae Autor: Senecae, L. Aennei | Datare: 1568 Școală: Societatis Dimensiuni: 12° (11,7 x 6,2 cm) Material: hârtie                                             | L. Aennaei // Senecae // et aliorum // Tragoediae // Serio emendatae // Editio // proribus longe correc // tior. Amsterodami. // Sumptibus Societatis. A°. (I)I)LXVIII | Muzeul Național Secuiesc, Sfântu Gheorghe | Cimec    |
|      | Marcelli Palingenii Stellatti Poetae Doctissimi Zodiacus Vitae Autor: Marcelli Palingenii Stellati | Datare: 1563 Școală: Nicolaus Brylinger Dimensiuni: 8° (14,9 x 9,1 cm) Material: hârtie                                      | Marcel // li Palingenii Stellatti Poetae Doctis//simi Zodiacus Vitae- // , hoc- // est, de hominis uita, studio, ac moribus optime insti- // tuendis libri XII. Ad illustrissimu Ferrariae Ducem // Herculem secundum. Opus mire eruditum, pla- // nesque Philosophicum. Diligentissime // in usum studiosorum // excusum. Cum indice locupletissimo. Basileae apud Nico- // laum Brylin. Anno 1563 | Muzeul Național Secuiesc, Sfântu Gheorghe | Cimec    |
|      | Eusebii Pamphili Episcopi Caesariensis Theologi, philosophi...Opera, in duos duiisa Tomos Autor: Caesariensis, Eusebius                                                                                                 | Datare: 1570 Școală: ex officina Henricpetrina Dimensiuni: fol. (32,5 x 22 cm) Material: hârtie                              | Eusebii Pamphil Episco- // pi Caesariensis Theologi, // Philosophique & Historici excellentis, // Opera, in duos diuisa Tomos, omnia, // que hactenus inueniri potuerunt, nunc // denuo ex uetustiss Grecis exempla- // ribus, aucta & correcta in or- // dinemque redactata. Vtriusque Tomi librorum numerum & no // mina inscriptiones ue, eorumque interpretes // doctiss. Uiros, uersum hoc folium ostendet. // in hac editione accessit Panegyricus de // Laudibus Constatntini Magni, Imp. Augu- // sti, continens multa quae apud alios hi- // stopricos uix inueniuntur, au- // tore Eusebio. Cum Gratia & priuilegio Ces. Maiest. Basileae, // Ex off. Henric- // Petrina | Muzeul Național Secuiesc, Sfântu Gheorghe | Cimec    |
|      | Theatrum Vitae Humanae Autor: Zvingerus, Theodorus | Datare: 1571 Școală: ex officina Frobeniana Dimensiuni: fol. (38 x 24,6 cm) Material: hârtie                                 | Theatrum Vitae Huma- // nae a Theodoro Zvingero // Basilense // post primam CONR. LYCOSTHENIS // Rubeacensis manum // plus myriade exemplorum auctum, // methodice digestum, accurate // recognitum. // Accessit Elenchus Triplex, // Methodi scilicet, Titulorum, & // Exemplorum. Cum priuilegio Caesarea ad decennium, & Gallorum // Regis ad septennium. Basileae, // Ex Officina Frobeniana. // M D LXXI | Muzeul Național Secuiesc, Sfântu Gheorghe | Cimec    |
|      | Enarrationis psalmorum Davidis... Secunda pars Autor: Molleri Hamburgensis, Henrici | Datare: 1573 Școală: Excvdebat Iohannes Crato Dimensiuni: 8° (19,5 x 14,5 cm cm) Material: hârtie                            | Secunda pars // enarrationis // Psalmorum Davidis // Excepta ex prae- // lectionibus // Henrici Molleri // Hamburgensis. // Et edita in Academia Vite- // bergensi. Vitebergae // excudebat Iohannes // Crato // Anno M. D. LXXIII | Muzeul Național Secuiesc, Sfântu Gheorghe | Cimec    |
|      | Onomasticon theologicum Davidis Chytraei Autor: Chythraei, Davidis | Datare: 1585 Școală: Typis Heredum Iohannis Cratonis Dimensiuni: 8° (15,9 x 9,6 cm) Material: hârtie                         | Dauidis Chythraei // onomasti- // con theolo- // gicum. // Postremo recognitum. Vvitebergae // Typis Haeredum Iohannis Cratonis, // anno O M. D. LXXXV. | Muzeul Național Secuiesc, Sfântu Gheorghe | Cimec    |
|      | Symboli apostolici explicatio Autor: Lamberti, Danaei | Datare: 1592 Școală: Apud Haeredes Eustathij Vignon Dimensiuni: 8° (16,3 x 10 cm) Material: hârtie                           | Symbolici // Apostolici // explicatio Quator Thesibus, earumque expositione, partim ex Ver- // bo Dei, partim ex Patribus Orthodoxis & con- // trariarum obiectionum refutatione // breuiter comprehensa. Lamberti Danaei. Editio altera, emendatior: cui accesserunt orthodoxorum // Patrum ac Conciliorum quorundam symbola. Et in eadem Notae. Genevae, // Apud Haeredes Eustathij Vignon. // M. D. XCII. | Muzeul Național Secuiesc, Sfântu Gheorghe | Cimec    |
|      | Codicis Theodosiani Libri XVI. Item que Impp. Theodosii, Valentiniani, Martiani, Maioriani...Novellae Constitutiones | Datare: 1593 Școală: Apud Franciscum Fabrum Dimensiuni: 4° (24,1 x 16,2 cm) Material: hârtie                                 | Codicis // Theodosiani // libri XVI // Itemque Imppp. Theodosii, Valentiniani, Martiani, // Maioriani, leonis, Seueri & Anthemij // Nouellae Constitutiones. // Tituli etiam ex coprore // Codicum Gregoriani & Hermogeniani adie- // ctis suis quibusq[ue] locis Aniani V.S. // interpretationibus. // Accesserunt præterea varia Veterum Iuris auctorum opuscula tam ex // Editione Aurelianensi quam ex Parisiensi postrema supplemento adiecta. // Quorum Elenchum decima sexta pagina indicat. Lugdvini, // Apud Franciscum Fabrum. // (I) I) XCIII | Muzeul Național Secuiesc, Sfântu Gheorghe | Cimec    |
|      | Ab omni obscoenitate Romae expurgatus Autor: Flaccus, Quintus Horatius | Datare: 1596 Școală: Officina Brickmannica, sumptibus Arnoldi Mylij Dimensiuni: 8° (15,8 x 9,8 cm) Material: hârtie          | Quintus // Horatius // Flaccus // Ab Omni Obscoe- // nitate Romae Ex- // Purgatus. coloniae Agroppinae, // Officina Brickmannica, sumptibus // Arnoldi Mylij // (I). I). XCVI. // Cum gratia & privilegio S. C. M. | Muzeul Național Secuiesc, Sfântu Gheorghe | Cimec    |
|      | A Váltság-Titkanak Masodik Volumenje Autor: Geleji, Katona Istvannak | Datare: 1647 Școală: Szenczi Kertész Ábrahám által Dimensiuni: 4° (18 x 14,4 cm) Material: hârtie                            | Á // Valostag/-Tikanak^aMasodik Volumenje,^aforgatékja^aMelylyben^aBe-foglaltatnak á ne- // gyedik, és Ötoedik Részsek, ugy-mintá Chri - // stusnak á mi váltságunkért valo gyalázatos, és ke- // serves szenyvedései, kereszt-fára feszittetése, halala, temetsége, // és a halálbol valo ditsoséges fel-támadása, s'az után lott egy- // nehányszori meg-jelenései, a Negyedikhez ragasztatott // két fueggoeleketskekvel egygyuett // Mindenestol fogva LXXVII. Predikaciok ^a1. A Predikácioknak, és azoknak czéljainak; // 2. Á bizonyságra fogatott, vagy meg-magyaráztatott óv és uj Te- // stamentumi szent irás béli helyeknek;^a3. Á nevezetesb, s' meg - jegyeztetendobb dolgoknak Laistromikval. // Isten után, azon // Geleji Katona Istvannak, // az Erdélyi Reformatus Tanitóknak Puespoekjoeknek, // munkája által. Kinyomtattatott Varadon, // Szenczi Kertesz Abraham által, // Az Igének meg-testesülése után M. DC. XLVII. Esztend | Muzeul Național Secuiesc, Sfântu Gheorghe | Cimec    |
|      | Approbatae constitutiones Regni Transilvaniae et Partium Hungariae | Datare: 1653 Școală: Apud Abrahamum Kertesz Szenciensem Dimensiuni: 2° (27,1 x 17,4 cm) Material: hârtie                     | Approbatae // constitutiones // Regni Transilvaniae // et Partium Hungariae // eidem annexarum, // Ex Articulis ab Anno Millesimo Quingentesimo // Quadragesimo, ad praesentem huncusque Millesimum // Sexcentesimum Quinquagesimum tertium con- // clusis, compilatae; // Ac primum quidem per Dominos Consiliarios revisae, tan- // demque in Generali Dominorum Regnicolarum, ex edicto // Celsissimi Principis, D. D. Georgii Rakoci, Dei // gratia Principis Transylvania, Partium regni Hungariae // Dni, et Siculorum Comitis, &c. Dni eorum Clementissi // mi, in Civitatem Albam Juliam ad diem decimumquin- // tum mensis Januarii Anni prasentis congregatorum, // conventu, publice relecta, intermixtis etiam // Constitutionibus sub eadem // Diata editis. // Varadini, // apud Abrahamum Kertesz Szenciensem. // (I) I) CLIII | Muzeul Național Secuiesc, Sfântu Gheorghe | Cimec    |
|      | Rerum Transylvanicarum libri quator Autor: Betlenio, Joanne | Datare: 1663 Școală: [Szenczi Kertész Abráhám] Dimensiuni: 12° (12,8 x 7,4 cm) Material: hârtie                              | Rerum // Transylvani- // carum // Libri quqtor, // Continens res gestas PRINCIPUM eiusdem ab ANNO 1629. us- // que ad An. 1663. Authore // Joanne Betlenio // Comite Comitatus Albensis, regni // Transylvaniae Cconsiliario, Can- // cellario, ac Sedis Siculicalis Ud- // varhely Capitaneo Su- // premo, &c. Anno Salutis M. DC. LXIII. | Muzeul Național Secuiesc, Sfântu Gheorghe | Cimec    |
|      | Orator extemporaneus seu arte orationae Autor: Beckheri, Georgi Elbingensis | Datare: 1656 Școală: Apud Abrahamum Szenciensem Dimensiuni: 12° (12,4 x 7,1 cm) Material: hârtie                             | Georgi Beckheri // Orator // extemporaneus; // seu // artis orationae // Breviarium bipartitum: // Cujus Pars prior præcepta continet generalia, // posterior praxim in specie ostendit. // Accessit nunc in finem Justi Lipsii Episto- // lica Institutio. Varadini, Apud Abrahamum Szenciensem M DC LVI. | Muzeul Național Secuiesc, Sfântu Gheorghe | Cimec    |
|      | Praxis Pietatis Autor: Medgyesi Pál | Datare: 1677 Școală: Nyomtat: Veresegyhazi Mihály Altal Dimensiuni: (13,3 x 8,3 cm) Material: hârtie                         | | Muzeul Național Secuiesc, Sfântu Gheorghe | Cimec    |